# Damiano Chiesa

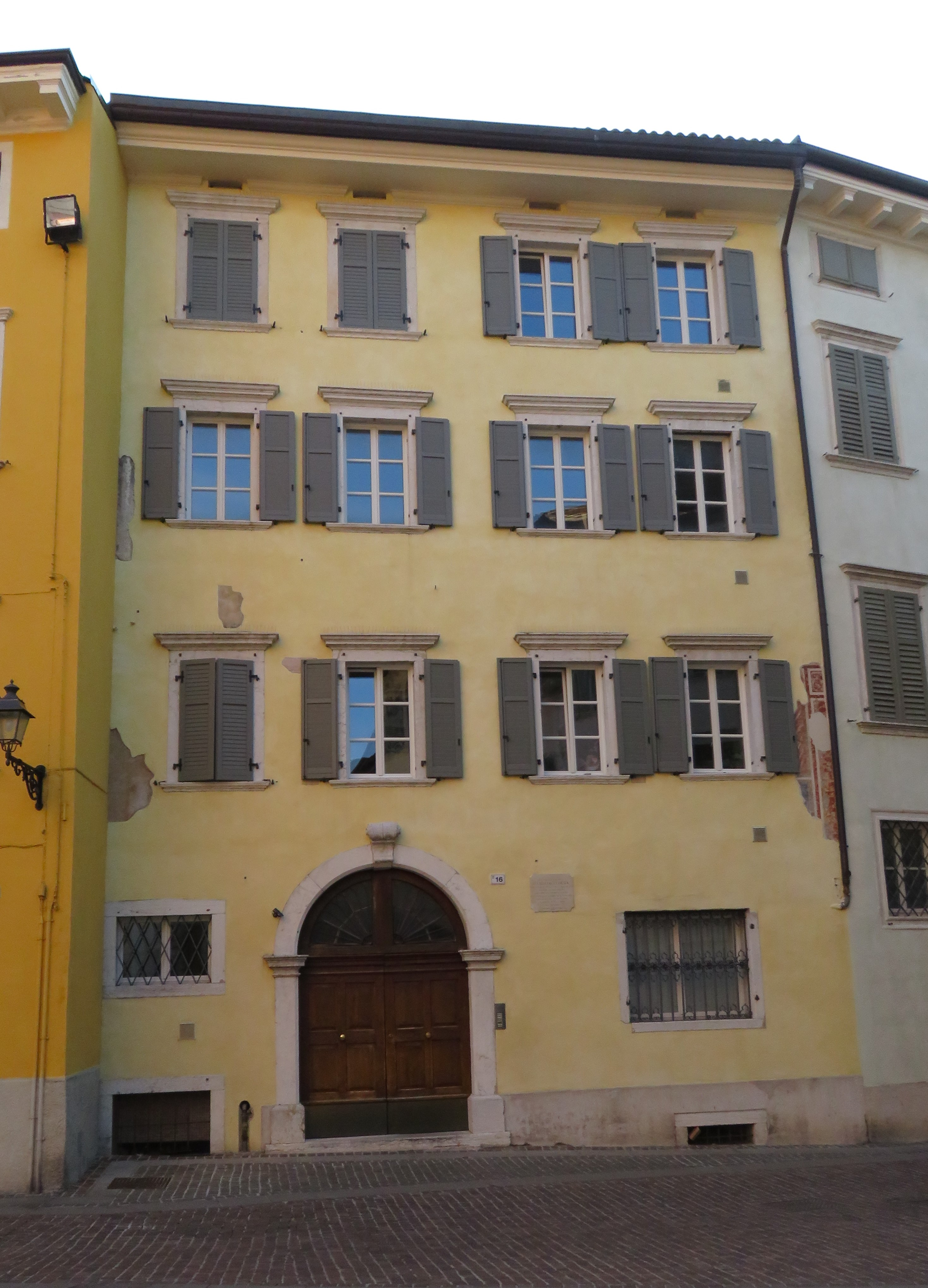
Casa natale di Damiano Chiesa, in Piazza San Marco, Rovereto

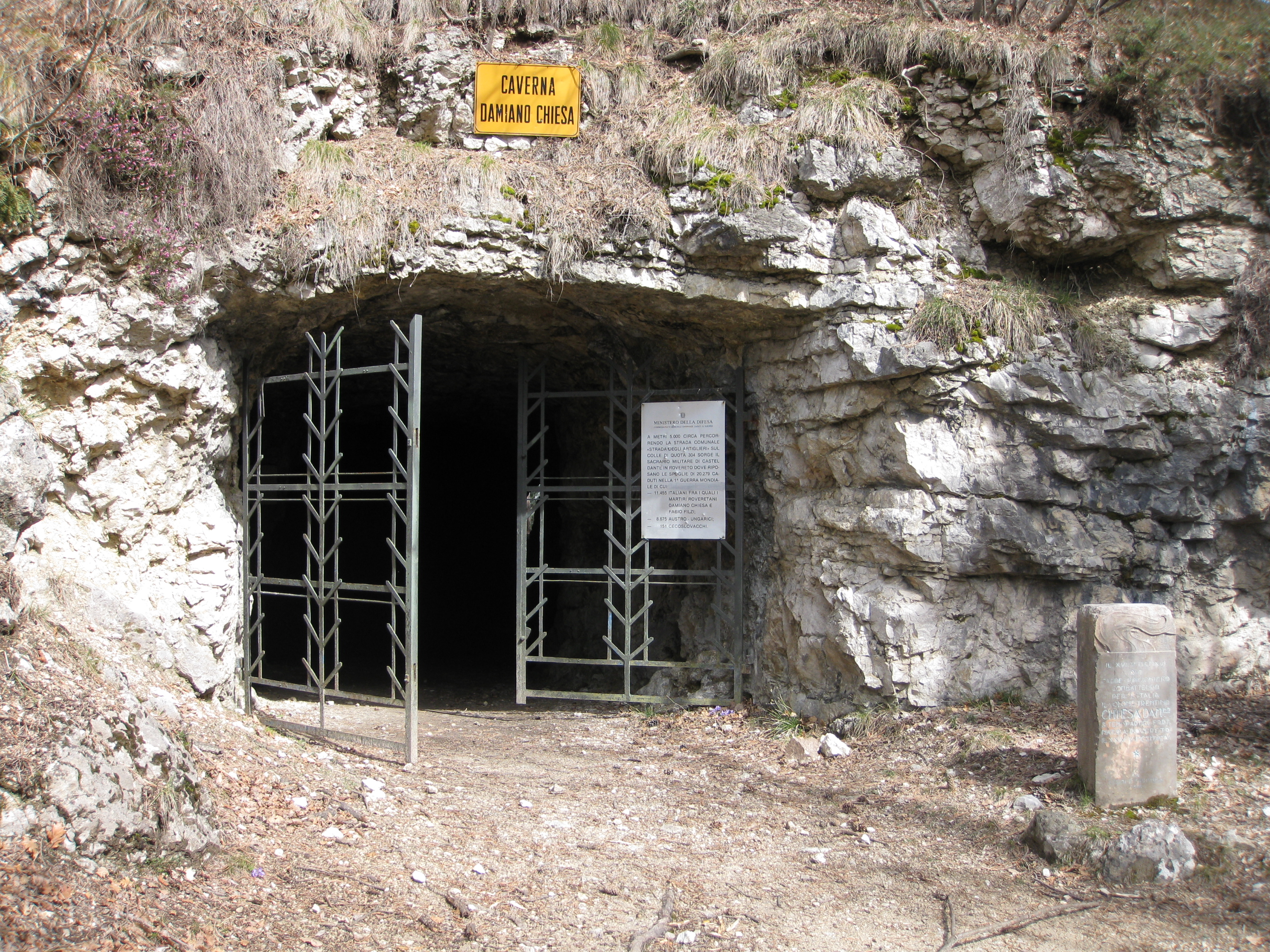
La Caverna Damiano Chiesa, luogo della sua cattura

Damiano Chiesa (Rovereto, 24 maggio 1894 – Trento, 19 maggio 1916) è stato un militare e patriota italiano.

## Biografia
Damiano Chiesa nacque nella città trentina di Rovereto il 24 maggio 1894, da Gustavo (1858–1927) e Teresa Marzari. Fin da piccolo si rifiutava di ritenersi austriaco e detestava la lingua tedesca, nutrendo forti sentimenti irredentisti. Nel 1913 conseguì la maturità presso la Realschule (sorta di scuola media superiore dell'epoca) nella sua città natale, allora parte dell'Impero austro-ungarico. Ma la scuola gli aveva anche instillata una così profonda avversione per la lingua tedesca, che il giorno degli esami, ritornando a casa, annunciò ai suoi il lieto avvenimento con queste parole: «E adess basta per sempre col todesch!». Espresse così alla famiglia il desiderio di studiare in Italia e si iscrisse al Politecnico di Torino. Dopo qualche tempo continuò i suoi studi presso la Facoltà di Ingegneria navale di Genova. Durante il tempo che trascorse in Italia fu un fervente irredentista, tanto da realizzare con un gruppo di compagni un giornale quindicinale, L'ora presente, che costituiva uno dei più forti manifesti dell'irredentismo trentino a Torino. Nell'aprile del 1914 il padre fu eletto deputato per i liberal-nazionali alla Dieta del Tirolo per il collegio di Rovereto (nelle stesse elezioni Cesare Battisti lo fu per quello di Trento nelle file dei socialisti).
Si trovava a Rovereto per le vacanze quando giunse la notizia che l'Austria chiamava alle armi la classe 1894. Munito di regolare passaporto, partì col padre, la sera del 13 settembre 1914 e ritornò a Torino.
Nel gennaio del 1915, su consiglio del padre, si recò presso il consolato austro-ungarico di Genova per subire la visita militare. «Il medico del consolato voleva dichiararmi idoneo alle armi, ed io gli dissi che in Austria non sarei ritornato per prestare servizio. Egli non si agitò, e, mentre gli mettevo sul tavolo 20 lire, ordinò allo scrivano di scrivere sul verbale ch'io ero classificato non idoneo, non so poi per quale difetto».
Il 28 maggio 1915 si arruolò volontario nell'esercito italiano, 6º Reggimento Artiglieria da Fortezza. Pur di raggiungere al più presto il fronte, accettò in un primo tempo di svolgere le umili mansioni di attendente di un ufficiale. Come era prassi imposta per tutti gli irredentisti che si trovavano in prossimità del nemico, gli fu assegnato un nome di guerra: "Mario Angelotti". Destinato inizialmente a svolgere il servizio presso il forte Monte Maso in Val Leogra, il 17 giugno 1915 raggiunse una batteria leggera sul Monte Testo nel gruppo del Monte Pasubio, oltrepassando così «il vecchio e odiato – nemico – confine, in uniforme da soldato italiano». Dopo aver frequentato un corso accelerato per conseguire il grado di sottotenente, nel febbraio del 1916 fu aggregato al 9º Reggimento della stessa Arma che operava sul Coni Zugna, a sud di Rovereto. Nel frattempo, la sua famiglia era stata deportata nel campo di internamento austriaco di Katzenau. Suo compito principale era dirigere il fuoco sulle linee austriache in luoghi che conosceva benissimo. Fu fatto prigioniero in quel settore, a Costa Violina, il 16 maggio 1916 durante la Strafexpedition, da fanti della 6ª Brigata di montagna austro-ungarica mentre si trovava in una caverna per la protezione dal tiro dei cannoni, che anch'egli aveva contribuito a costruire.
Damiano Chiesa contribuì ad alcune azioni militari, contro la sua stessa città natale; a tal proposito, nel suo diario, scriveva: "Ora da un po' di giorni faccio vita sedentaria, vita da tavolino, calcolando un infinito numero di bersagli; ma devo dire la verità, trovo una grande soddisfazione quando mi preparo bersagli su punti ben noti a noi, di aria mefitica da austriacante, e quanto ne godo, quando il mio comando di gruppo ci manda un ordine di tirare su certi bersagli! ...i miei cannoni pare che prendano parte alla mia gioia, che, per confermare questo, tutti i colpi vadano a terminare sempre al punto giusto. Tante volte penso alle infinite stranezze ed a cose mai pensate, che nella vita s'incontrano; per esempio, più di una volta, per non dire infinite volte, sono passato vicino a delle località, che ora i miei stessi cannoni hanno distrutte; in quei tempi certo non pensavo che, più tardi, avrei contribuito anch'io alle distruzioni di dette località".
Il primo a riconoscerlo fu Paul Peterschütz (prussiano di origine ma cittadino austriaco dal 1914, da 15 anni orologiaio a Rovereto, sergente addetto all'ufficio informazioni presso il comando dell'8º Corpo d'Armata), che nel 1919 si trasferirà oltre il Brennero. Tradotto poi ad Aldeno, ivi lo identificarono anche Josef Albertini, sergente della polizia municipale, Johann Cembran, sergente della gendarmeria distrettuale, e Teopisto Barozzi, impiegato postale, tutti di Rovereto. Rodolfo Bonora, assessore comunale, anch'egli roveretano, negò invece di poterlo identificare, benché pure lui l'avesse riconosciuto. Il giorno 18 fu incarcerato a Trento nel Castello del Buonconsiglio, dove subì gli oltraggi e le angherie di alcuni ufficiali austriaci.
Il giudizio statario (sorta di rito abbreviato per i reati di carattere militare) per il delitto di alto tradimento incominciò alle 8 antimeridiane del 19 maggio e si svolse nella villa Gerloni, in via della Saluga, dove aveva sede il tribunale militare dell'XI armata. La sentenza, pubblicata alle 17:30 dello stesso giorno, prevedeva la pena di morte per capestro, ma il generale Viktor Dankl, cui spettava di approvarla e renderla definitiva, dispose – secondo taluni perché il condannato non era stato considerato né un disertore, né una spia, secondo altri per la sua giovane età – che venisse eseguita invece mediante fucilazione. Ciò che fu fatto, verso le ore 19, nella "fossa della cervara" del Castello del Buonconsiglio a Trento.
Alla fine della guerra fu insignito dell'appellativo di "Protomartire della Grande Guerra". Insieme con Cesare Battisti e Fabio Filzi, costituisce la triade dei Martiri trentini e con loro è ricordato nel Monumento alla Vittoria di Bolzano, ove le tre erme «formano una sorta di Golgota fascista all’interno del monumento», trasformando la massiccia struttura in «un tempio della religione politica del fascismo italiano». A Savona gli fu intitolata una caserma militare d'artiglieria sulla collina San Giacomo, accanto all'ex omonimo convento. Il Politecnico torinese gli conferì la laurea honoris causa. È soprattutto ricordato presso il Museo storico italiano della guerra a Rovereto, ove, insieme con i suoi effetti personali, è custodita la sua ultima lettera inviata alla famiglia. Le sue spoglie sono conservate a Rovereto nel Sacrario militare di Castel Dante.

## Ultima lettera di Damiano Chiesa alla famiglia
(Damiano Chiesa, Ultima lettera alla famiglia)